# Église Notre-Dame-des-Dunes de Mimizan
Pour les articles homonymes, voir Église Notre-Dame et Notre-Dame des Dunes.
L'église Notre-Dame des Dunes est un lieu de culte catholique se situant à Mimizan-Plage, dans le département français des Landes. Elle est l'une des deux églises ouvertes au culte de la commune, l'autre étant l'église Notre-Dame-de-l'Assomption, à Mimizan-Bourg.

## Présentation
Mimizan s'ouvre au tourisme balnéaire à partir des années 1880 et la construction d'un lieu de culte à « Mimizan-les-Bains », comme on dit alors, se fait sentir dans les dernières années du XIXe siècle. La chapelle à la mer, élevée en 1896, répond à ce besoin mais l'accroissement de l'activité touristique et l'arrivée de nouveaux résidents à Mimizan-Plage entre les années 1950 et 1960 rend ce bâtiment trop exigu. Une nouvelle église est nécessaire. Ainsi est construite l'église Notre-Dame des Dunes, au bord du courant de Mimizan, à l'emplacement approximatif qu'occupaient précédemment les premières arènes en bois de Mimizan.

### Historique
La construction de l'église Notre-Dame des Dunes est rendue possible grâce à la création le 6 janvier 1968 de l'association « Le chantier paroissial », chargée d'établir les plans et trouver le financement des 420 000 francs nécessaires. C'est chose faite grâce à une subvention municipale, un appel à la générosité publique relayé par le journal Sud Ouest et l'organisation de kermesses. L'église est ainsi construite selon les plans de l'architecte Philippe Lissalt et inaugurée le 8 juin 1969, par Monseigneur Bézac, assisté par les prêtres Dutreuilh, Duvignau et Meyrans. Le chanteur John Littleton anime cette première messe solennelle. Quelques jours plus tard, une messe souvenir est dite pour commémorer le quarantième anniversaire de l'atterrissage d'urgence de l'Oiseau Canari sur la plage nord de la station balnéaire le 16 juin 1929. 
Une messe dite en cette église en 1971 est retransmise à la télévision dans l'émission Le Jour du Seigneur. 
De nos jours, elle s'ouvre en période estivale au culte protestant et accueille de nombreuses animations culturelles. Chaque 1er mai, une messe y est célébrée en ouverture de la traditionnelle fête de la mer de Mimizan.

### Architecture
La recherche de la simplicité dans la conception de la nouvelle chapelle a conduit à la création d’un volume unique. La structure de la charpente en lamellé-collé reprend l’utilisation du bois, matériau traditionnel de la région. La couverture abrite une nef dont le chœur et l’aile nord-est forme la chapelle de 350 places. Plusieurs salles de concert occupent l’aile sud-ouest.
L'autel, en position centrale, est très nettement surélevé de façon que l'assistance ait une vision parfaite. Les vitraux sont réalisés par le maître verrier de Cahors, Daniel Dallet.

## Galerie

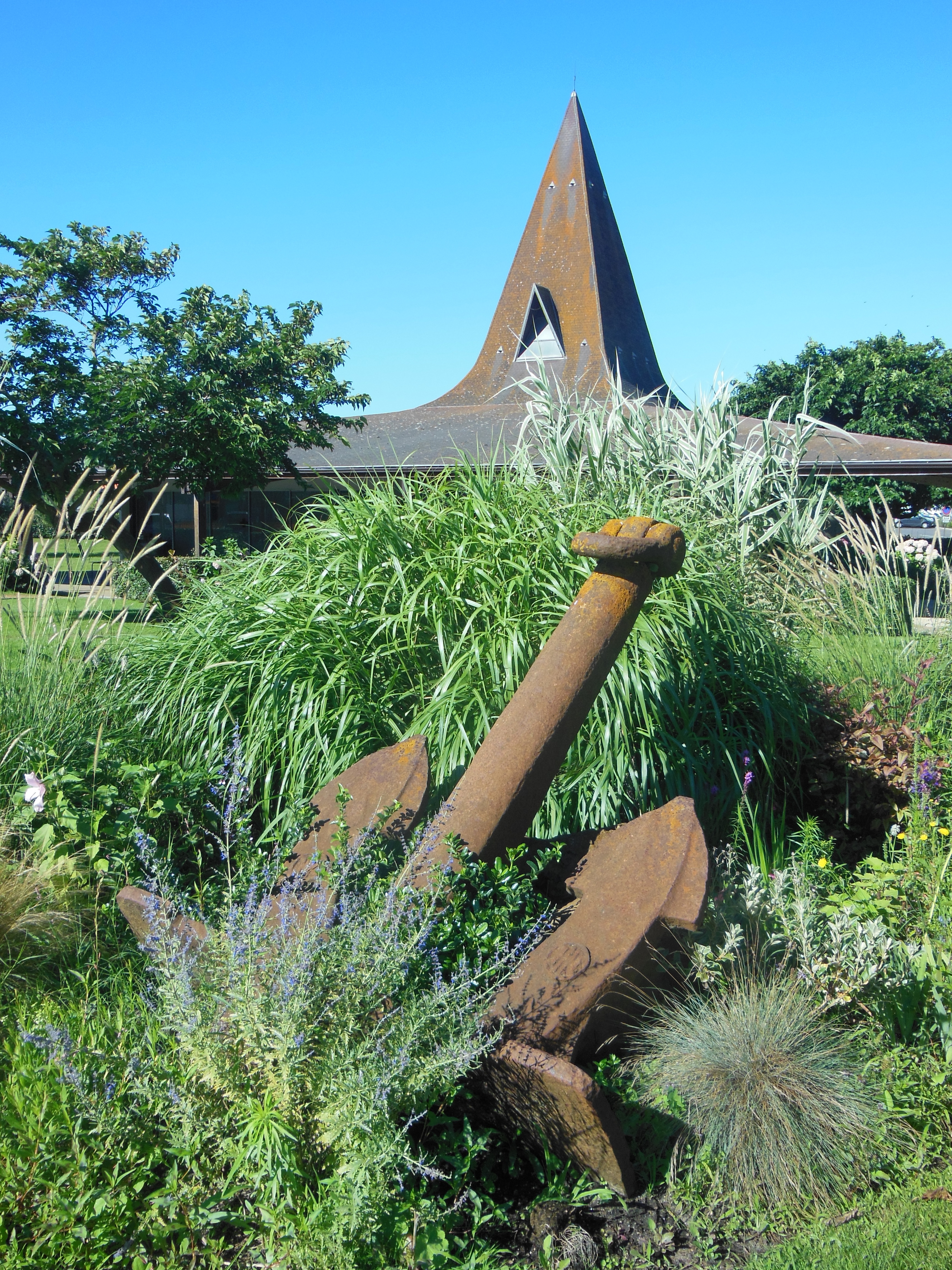
Notre-Dame des Dunes Mimizan et au premier plan, l'ancre du Virgo, échoué le 2 décembre 1976
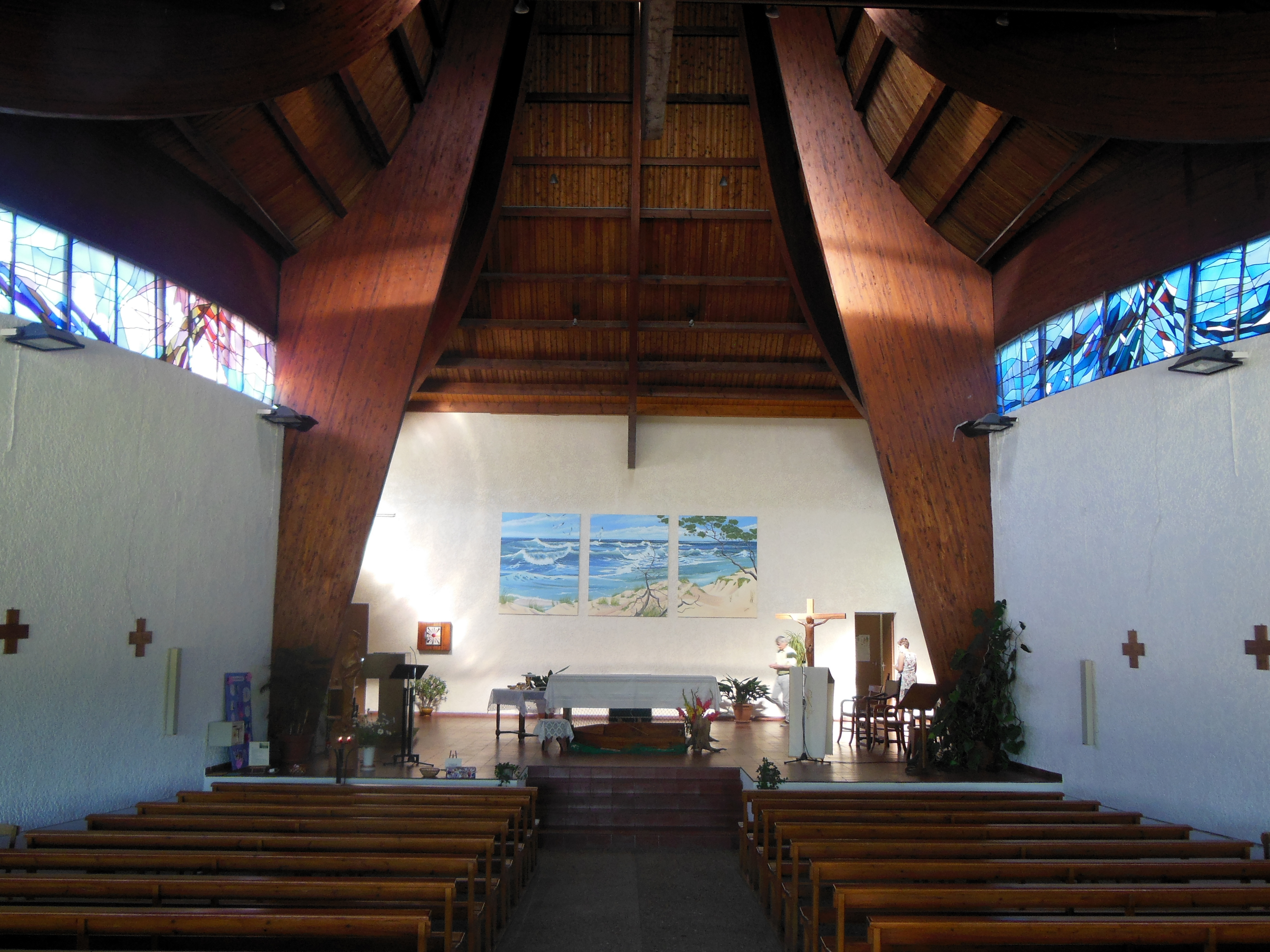
La nef et le chœur
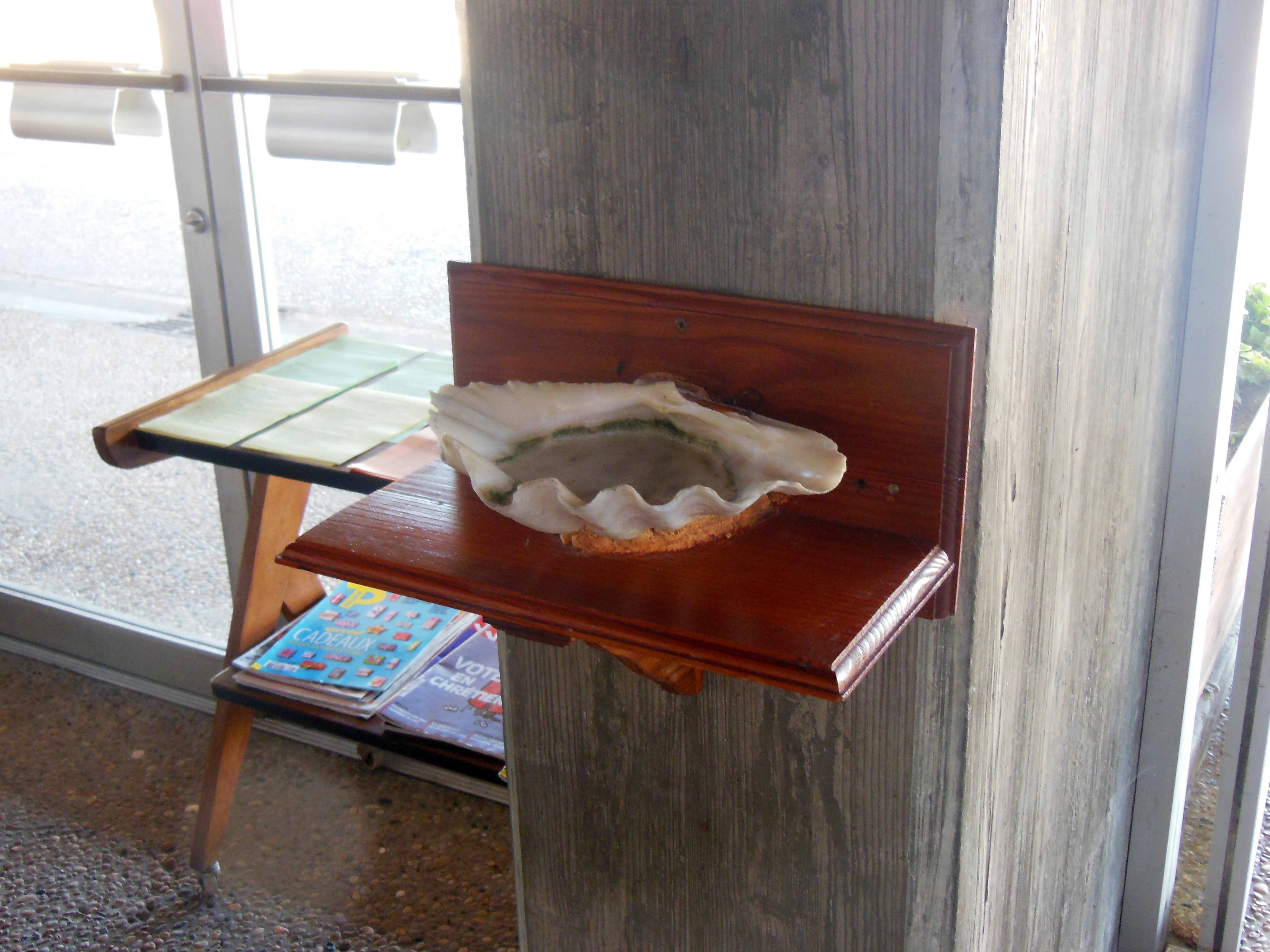
Coquillage de Tridacna servant de bénitier
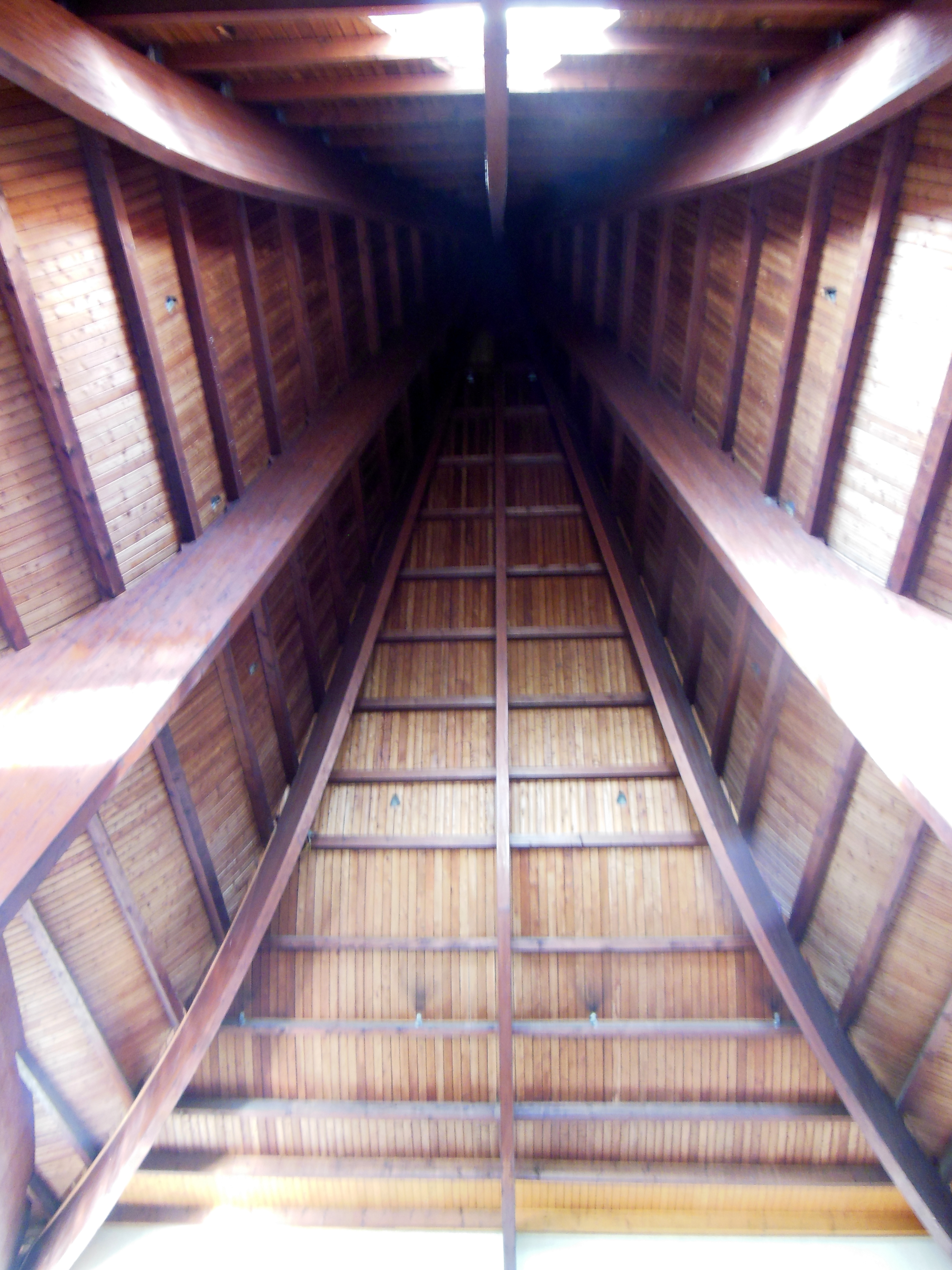
Charpente du clocher
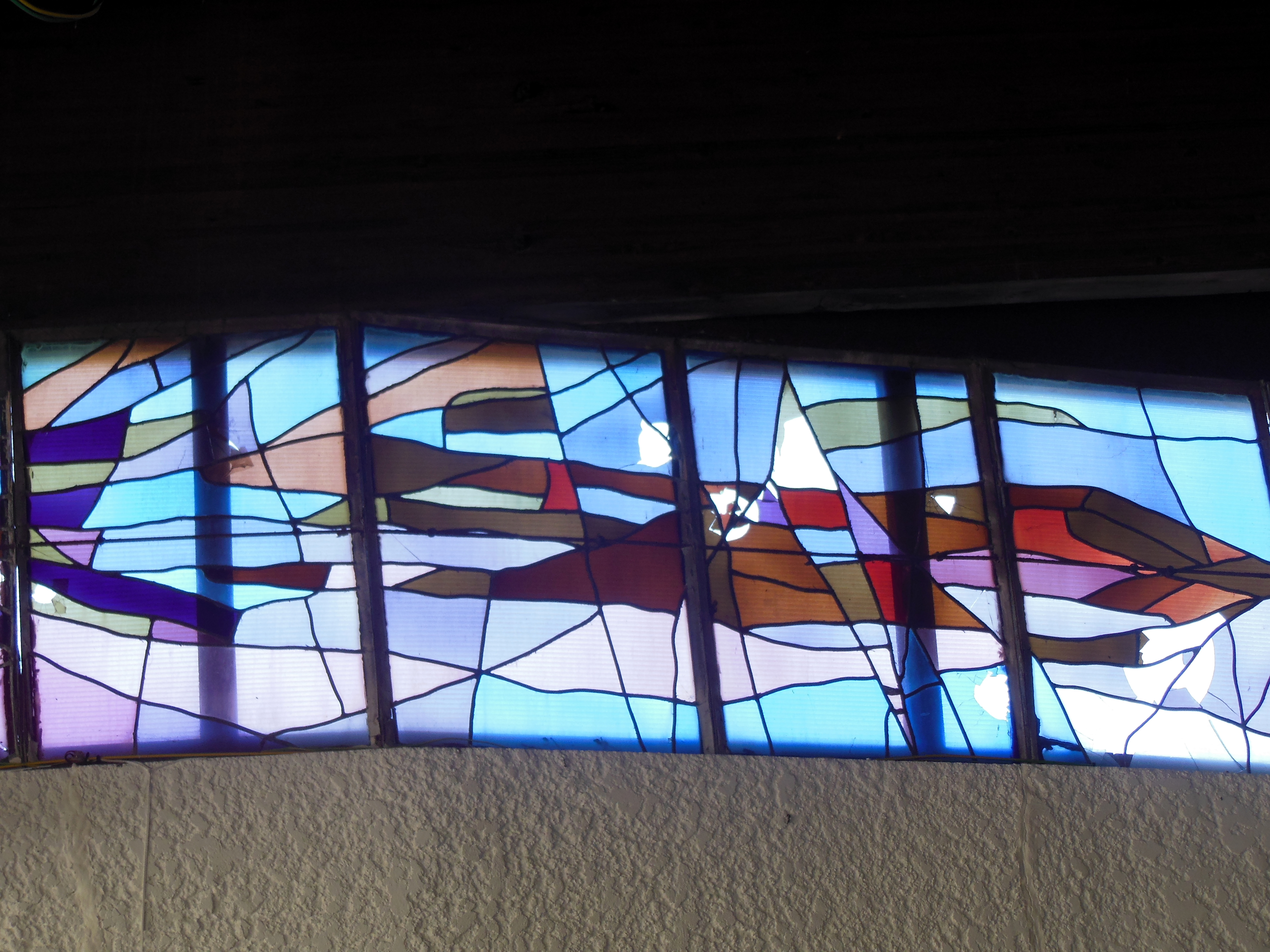
Frise de vitraux
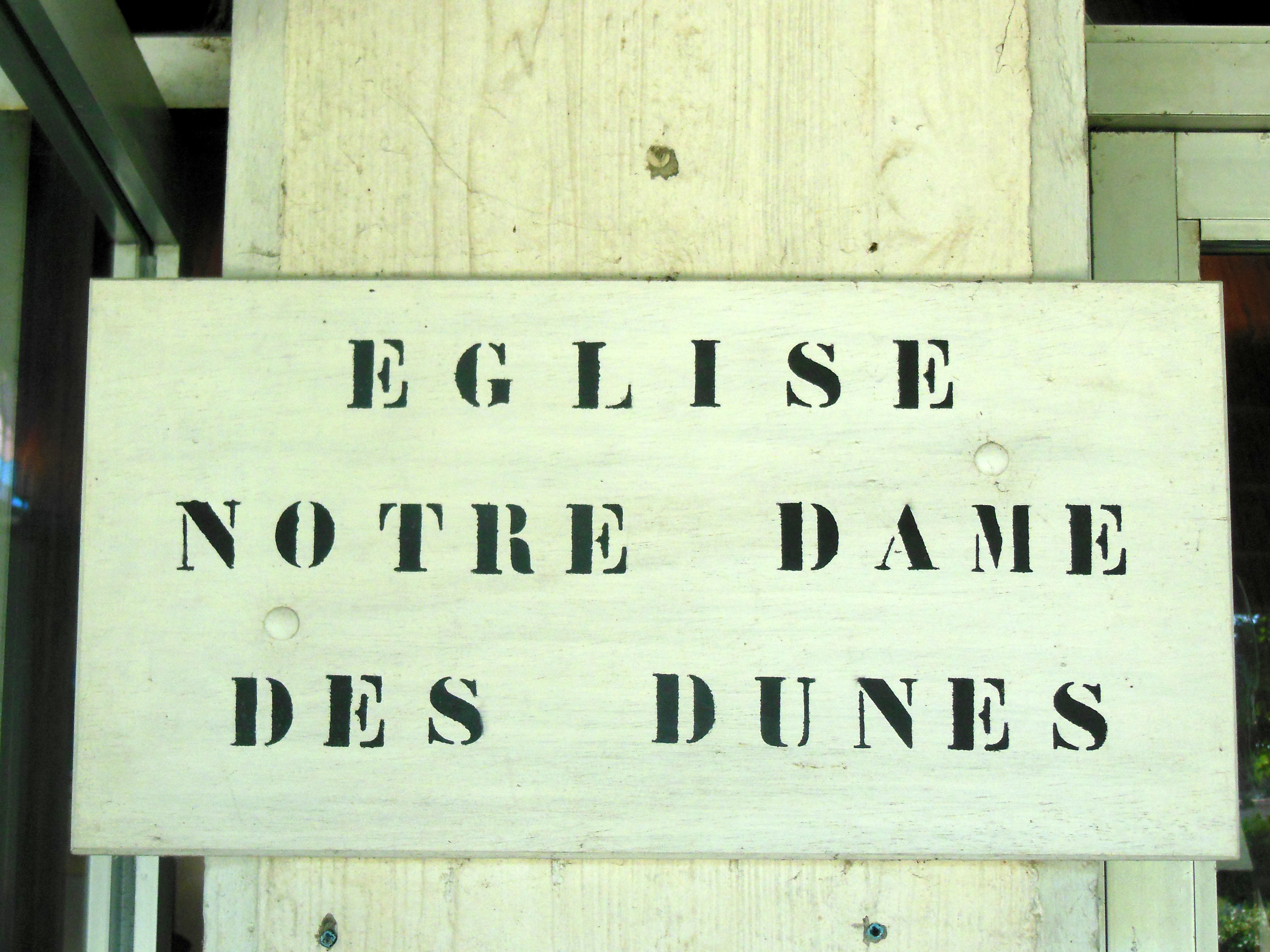
Panneau d'entrée